# Ахмедов, Машалла Ахмед оглы
Машалла Ахмед оглы Ахмедов (азерб. Maşalla Əhməd oğlu Əhmədov; 2 июня 1959, Кировабад) — советский азербайджанский футболист, нападающий. Мастер спорта СССР (1986).

## Биография
Воспитанник ДЮСШ «Локомотив» Кировабад.
Выступал за команды Динамо (Кировабад), «Араз» Нахичевань. Бо́льшую часть карьеры провёл в бакинском «Нефтчи», в высшей лиге в 1978—1988 годах сыграл 254 матча, забил 63 гола. В 1986 году вошёл в список 33 лучших футболистов сезона под третьим номером.
В 1986 году сыграл два матча за олимпийскую сборную СССР.
Впоследствии — бизнесмен, член комитета АФФА.
30 января 2017 года приговорён к восьми годам лишения свободы по обвинению в мошенничестве. 7 октября 2017 года вышел на свободу.

## Достижения
Клубные
- Финалист Кубка Федерации футбола СССР: 1988

Личные
- В списках 33 лучших футболистов сезона в СССР: № 3 — 1986